# Tub de càmera de vídeo

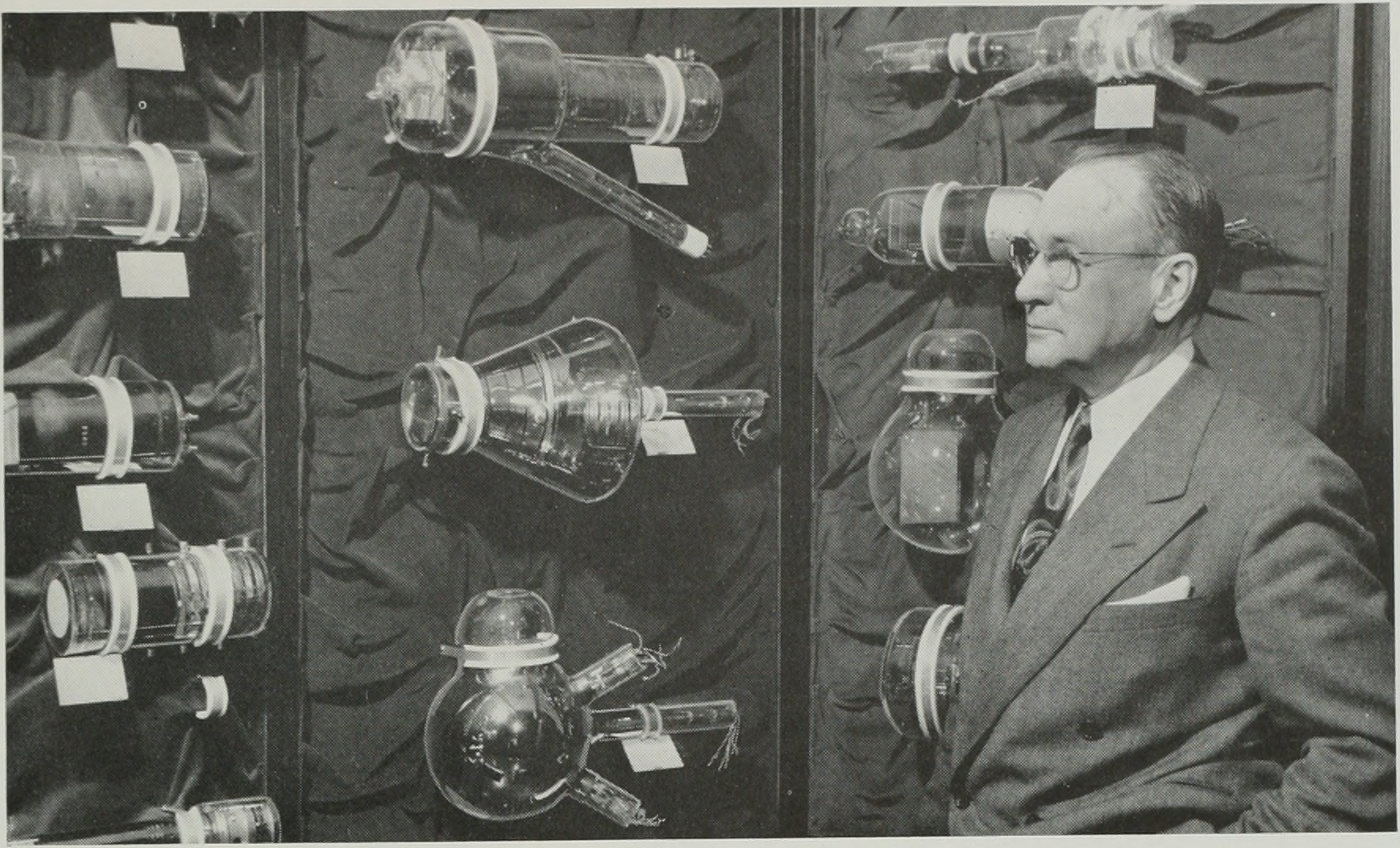
Una exposició d'una varietat de tubs de càmeres de vídeo experimental de 1954, amb Vladimir K. Zworykin, inventor de l'iconoscopi.

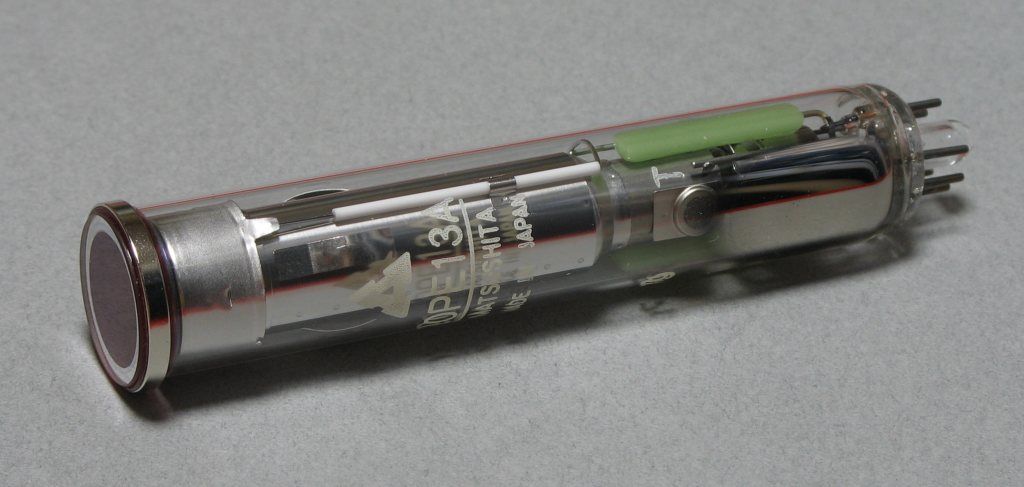
Tub de vidicó (1,7 cm de diàmetre).

El tub de càmera de vídeo era un tipus de tub de raig del càtode utilitzat per capturar la imatge televisiva prèvia a la introducció dels sensors CCD el 1980. Diversos tipus diferents de tubs es van utilitzar entre els anys 1930 i els 1980. En aquests tubs, el raig de càtode era escanejat a través d'una imatge de l'escena per ser retransmesa. El resultat depenia de la brillantor de la imatge en l'objectiu. La mida del raig era minúscula comparada amb la mida de l'objectiu, així permetia que fossin 483 les línies d'exploració horitzontals per imatge en el format de NTSC, o 576 línies d'exploració en el format PAL.
Qualsevol vàlvula de buit que utilitza raigs de càtode, s'anomena com a tub de raigs catòdic (CRT). Aquests són normalment utilitzats tant per dispositius utilitzats en receptors de televisió i en pantalles d'ordinadors.

## Recerca primerenca
El juny de 1908, la revista científica Nature va publicar una carta en què Alan Archibald Campbell-Swinton, membre de la Royal Society (Regne Unit), exposava com un sistema televisiu plenament electrònic podria ser realitzat tot utilitzant tubs de raig del càtode (o "Braun" tubs, ja que el seu inventor fou Karl Braun). Va anotar que les principals dificultats feien referència a la capacitat d'aconseguir un transmissor eficaç, i que era totalment impossible que cap fenomen fotoelèctric conegut en aquell moment pogués proporcionar el que es necessitava. Un tub de raigs catòdics fou dissenyat amb èxit pel professor alemany Max Dieckmann el 1906: els seus resultats experimentals van ser publicats en la revista Scientific American el 1909. La pantalla fotoelèctrica en el proposat dispositiu de transmissió era un mosaic de cubs de rubidi aïllat. El seu concepte per un sistema televisiu plenament electrònic fou més tard popularitzat per Hugo Gernsback com el "Campbell-Swinton Elctronic Scannig System" l'agost de 1915 en la popular revista Electrical Experimenter.
En una carta a Nature publicada l'octubre de 1926, Campbell-Swinton també va anunciar els resultats d'alguns experiments, no gaire exitosos, que va realitzar amb G. M. Minchin i J. C. M. Stanton. Havien intentat generar un senyal elèctric a força de projectar una imatge a un plat de metall recobert de seleni que fou simultàniament escanejat per un feix de raigs catòdics. Aquests experiments van ser realitzats abans del març de 1914, quan Minchin va morir, però més tard van ser repetits per dos equips diferents l'any 1937, per H. Miller i J. W. Strange d'EMI, i per H. Iams i A. Rose de RCA. Ambdós equips van tenir èxit transmetent imatges molt febles mitjançant el plat recobert de seleni de Campbell-Swinton, però les imatges que van ser obtingudes quan el plat de metall va ser cobert amb sulfur de zinc o selenur foren molt millors, o també foren millors les imatges obtingudes amb alumini o òxid de zirconi tractats amb cesi. Aquests experiments són la base del futur vidicó. Una descripció d'un dispositiu d'imatges CRT també va aparèixer en una aplicació de patent arxivada per Edvard-Gustav Schoultz a França l'agost de 1921, i publicat el 1922, tot i que un dispositiu que funcionés de manera efectiva no va ser demostrat fins alguns anys més tard.

## Dissector d'imatges

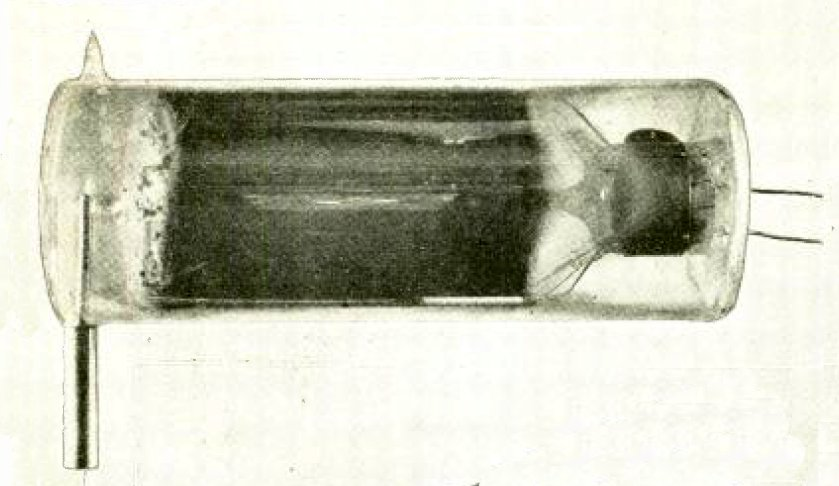
Dissector d'imatges Farnsworth del 1931.

Un dissector d'imatges és un tub de càmera que crea una imatge d'electró d'una escena d'emissions dels fotocàtodes (electrons) que passen a través d'un escanejat d'obertura cap a un ànode, el qual serveix com un detector d'electrons. Els primers a dissenyar un dispositiu com aquest van ser els inventors alemanys Max Dieckmann i Rudolf Hell, qui havia titulat la seva aplicació de patent del 1925 Lichtelektrische Bildzerlegerröhre für Fernseher (Imatge Fotoelèctrica Tub Dissector per la Televisió). El terme es pot aplicar concretament a un tub dissector que empra camps magnètics per mantenir la imatge d'electrons en el focus, un element que no té el disseny de Dieckmann i Hell, i que tindrà per primera vegada el dissector construït per l'inventor americà Philo Farnsworth.
Dieckmann i Hell van entregar la seva patent a l'oficina de patents alemanya l'abril de 1925, i la patent va ser emesa l'octubre de 1927. Els seus experiments en el dissector d'imatges van ser publicats en el volum 8 (setembre de 1927) a la popular revista Discovery i el maig de 1928 a la revista Popular Radio. Tanmateix, mai van ser capaços de transmetre una imatge clara i ben enfocada amb aquest tub.
El gener de 1927, l'inventor americà i pioner televisiu Philo Farnsworth va sol·licitar una patent pel seu Sistema Televisiu que incloïa un dispositiu per la conversió i la dissecció de la llum. La seva primera imatge en moviment va ser transmesa el 7 de setembre de 1927, i una patent va ser presentada el 1930. Farnsworth va fer ràpidament millores al dispositiu, entre elles, va introduir un multiplicador d'electrons fet de níquel, i va introduir un camp magnètic longitudinal per tal d'enfocar de manera ràpida la imatge d'electró. El dispositiu millorat va ser presentat a la premsa el setembre de 1928. La introducció d'un multipactor l'octubre de 1933 i un multiplicador d'electrons multi-dinode el 1937 va fer que el dissector d'imatges de Farnsworth esdevingués la primera versió pràctica d'un dispositiu electrònic d'imatges per la televisió. Malauradament, tenia una sensibilitat lluminosa molt pobra, i era per això que només era principalment útil on la il·luminació era excepcionalment alta. Tanmateix, era ideal per aplicacions industrials, com per controlar l'interior brillant d'un forn industrial. A causa de la seva sensibilitat pobra, els dissectors d'imatge eren rarament utilitzats en la retransmissió televisiva, exceptuant l'escaneig de pel·lícules i altres transparències.
L'abril de 1933, Farnsworth va entregar una aplicació de patent titulada també Dissector d'imatges, però que incloïa un detallat tub de càmera CRT. Això s'engloba entre les primeres patents per proposar l'ús d'una velocitat baixa d'escaneig dels raigs i RCA va haver de comprar-ho per tal de vendre tubs d'orticó al públic. Tanmateix, Farnsworth mai va poder aconseguir una imatge clara i ben enfocada amb aquest tub.

### Operació
El sistema òptic del dissector d'imatges enfoca una imatge a un fotocàtode muntat dins d'un espai d'elevat buit. En quant la llum colpeja el fotocàtode, els electrons són emesos en proporció a la intensitat de la llum (vegeu efecte fotoelèctric). La imatge d'electrons sencera és desviada i un escanejat d'obertura permet capturar només aquells electrons que emanen d'una àrea molt petita del fotocàtode siguin capturats pel detector en qualsevol moment. La sortida del detector és un corrent elèctric, la magnitud del qual és una mesura de la brillantor de l'àrea corresponent de la imatge. La imatge d'electrons és desviada periòdicament, horitzontalment i verticalment ("exploració raster") tal que la imatge sencera és llegida pel detector moltes vegades per segon, produint un senyal elèctric que pot ser transportat a un visualitzador, o un monitor de CRT, per tal de reproduir la imatge.
El dissector d'imatge no té cap característica d'emmagatzematge; la majoria d'electrons emesos pel fotocàtode són exclosos per l'escombratge d'obertura, i per això malgastats més que emmagatzemats en un objectiu fotosensible, de la mateixa manera que en l'iconoscopi o l'orticó d'imatge (vegeu Iconoscopi).

## Iconoscopi
Article principal: Iconoscopi
Un iconoscopi és un tub que projecta una imatge en una placa especial d'emmagatzematge de càrrega que conté un mosaic de grànuls fotosensibles aïllats elèctricament, separats d'una placa comuna, mitjançant una fina capa de material aïllant, similar a la retina de l'ull humà i la seva disposició fotoreceptors. Cada grànul fotosensible constitueix un petit condensador que acumula i emmagatzema càrrega elèctrica en resposta a la llum que el colpeja. Un feix d'electrons és escombrat periòdicament a través de la placa, escanejant eficaçment la imatge emmagatzemada i descarregant cada condensador al seu torn de manera que la sortida elèctrica de cada condensador sigui proporcional a la intensitat mitjana de llum que és escombrada entre cada esdeveniment de descàrrega.

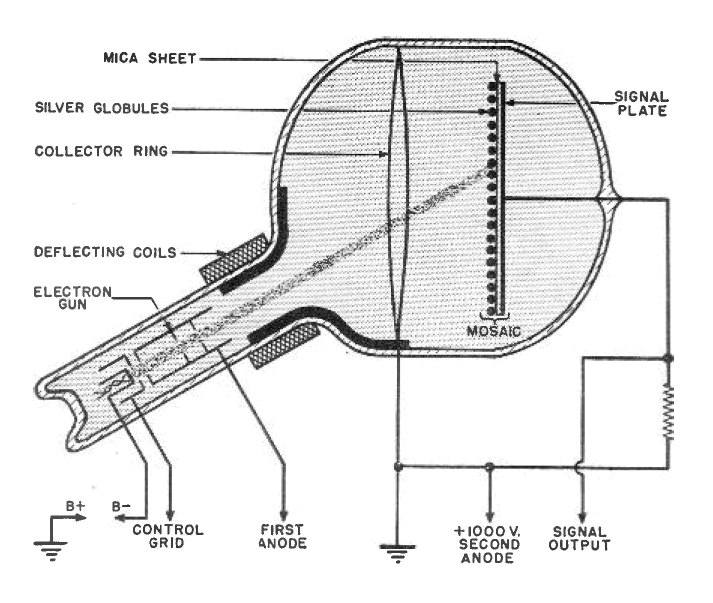
Diagrama de l'iconoscopi de Zworykin, patentat el 1931.

El problema de la baixa sensibilitat de la llum resultant de la baixa producció elèctrica de la transmissió o tubs de "càmera" se solucionaria amb la introducció de la tecnologia d'emmagatzematge de càrrega per part de l'enginyer hongarès Kálmán Tihanyi a principis de 1925. La seva solució era un tub de càmera que acumulava i emmagatzemava càrregues elèctriques ("fotoelectrons") dins del tub al llarg de cadascun dels cicles d'escaneig. El dispositiu es va descriure per primera vegada en una sol·licitud de patent que va presentar a Hongria el març de 1926 com un sistema de televisió que va anomenar "Radioskop". Després d'altres refinaments inclosos en una sol·licitud de patent de 1928, la patent de Tihanyi va ser declarada nul·la a Gran Bretanya el 1930, per la qual cosa va demanar patents als Estats Units.

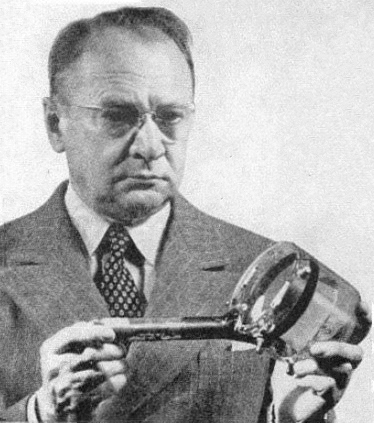
L'enginyer Zworykin aguantant un iconoscopi.

Zworykin va presentar el 1923 el seu projecte per a un sistema de televisió totalment electrònic al director general de Westinghouse. El juliol de 1925, Zworykin va presentar una aplicació de patents titulada Television System que incloïa una placa d'emmagatzematge de càrrega construïda amb una prima capa de material aïllant (òxid d'alumini) emparellat entre una pantalla (300 malles) i un dipòsit col·loidal de material fotoelèctric (hidrur de potassi) que consistia en glòbuls aïllats. Es pot llegir la següent descripció entre les línies 1 i 9 de la pàgina 2: «El material fotoelèctric, com l'hidrur de potassi, s'evapora sobre l'òxid d'alumini o un altre mitjà aïllant i es tracta així per formar un dipòsit col·loidal d'hidrur de potassi.» La seva primera imatge es va transmetre a l'estiu de 1925, i es va publicar una patent el 1928. Tanmateix, la qualitat de la imatge transmesa no va poder impressionar H.P. Davis, el director general de Westinghouse, i va demanar Zworykin que treballés en alguna cosa útil. Una patent per a un sistema de televisió també va ser presentada per Zworykin el 1923, però aquesta presentació no és una referència definitiva, ja que es van fer àmplies revisions abans que es va emetre una patent, quinze anys més tard i el mateix arxiu es va dividir en dues patents el 1931.
El primer iconoscopi pràctic va ser construït el 1931 per Sanford Essig, quan va deixar accidentalment un full de mica platejat al forn massa temps. Després de l'examen amb un microscopi, va notar que la capa de plata s'havia trencat en una miríada de petits glòbuls d'argent aïllats. També va notar que la petita dimensió de les gotetes platejades potenciaria la resolució d'imatges de l'iconoscopi amb un salt quàntic. Com a responsable del desenvolupament televisiu de Radio Corporation of America (RCA), Zworykin va presentar una sol·licitud de patent el novembre de 1931, i es va emetre el 1935. No obstant això, l'equip de Zworykin no era l'únic grup d'enginyeria que treballava en dispositius que utilitzaven una placa de càrrega. El 1932, els enginyers d'EMI Tedham i McGee sota la supervisió d'Isaac Shoenberg van sol·licitar una patent per a un nou dispositiu que van anomenar "Emitron". Un servei de radiodifusió de 405 línies amb Emitron va començar als estudis a l'Alexandra Palace el 1936, i les patents van ser emeses al Regne Unit el 1934 i als EUA el 1937.
L'iconoscopi es va presentar al gran públic en una roda de premsa el juny de 1933 i es van publicar dos documents tècnics detallats al setembre i octubre del mateix any. A diferència del dissector d'imatges de Farnsworth, l'iconoscopi de Zworykin era molt més sensible, útil i amb una il·luminació en el blanc entre 43lx i 215lx. També va ser més fàcil de fabricar i produir una imatge molt clara. L'iconoscopi va ser el tub de cambra primari utilitzat per la radiodifusió RCA des de 1936 fins a 1946, quan va ser reemplaçat pel tub d'orticó d'imatge.

## Super-Emitron i iconoscopi d'imatge
L'iconoscopi original era sorollós, tenia una alta relació d'interferència en el senyal, i en última instància, va donar resultats decebedors, especialment quan es va comparar amb els sistemes d'escaneig mecànic d'alta definició. L'equip d'EMI, sota la supervisió d'Isaac Shoenberg va analitzar com l'Emitron (o l'iconoscopi) produeix un senyal electrònic i va concloure que la seva eficiència real era només del 5% del màxim teòric. Això és degut al fet que els electrons secundaris alliberats del mosaic de la placa d'emmagatzematge de càrrega quan el feix d'escaneig s'escampa a través d'ell es pot atraure de nou al mosaic de càrrega positiva, neutralitzant així moltes de les càrregues emmagatzemades. Lubszynski, Rodda i McGee es van adonar que la millor solució era separar la funció de foto-emissió de l'emmagatzematge de càrrega i van comunicar els seus resultats a Zworykin.
El nou tub de càmera de vídeo desenvolupat per Lubszynski, Rodda i McGee el 1934 va ser anomenat "el super-Emitron". Aquest tub és una combinació del dissector d'imatges i l'emitron. Compta amb un fotocàtode eficient que transforma la llum de l'escena en una imatge electrònica; aquest últim s'accelera cap a un objectiu especialment preparat per a l'emissió d'electrons secundaris. Cada electró individual de la imatge electrònica produeix diversos electrons secundaris després d'arribar al blanc, de manera que es produeix un efecte d'amplificació. L'objectiu està construït amb un mosaic de grànuls metàl·lics aïllats elèctricament separats d'una placa comuna mitjançant una prima capa de material aïllant, de manera que la càrrega positiva resultant de l'emissió secundària s'emmagatzema en els grànuls. Finalment, un feix d'electrons es barreja periòdicament a través de l'objectiu, escanejant amb eficàcia la imatge emmagatzemada, descarregant cada grànul, i produint un senyal electrònic com en l'iconoscopi.
El super-Emitron era entre deu i quinze vegades més sensible que els tubs originals de l'emitró i l'iconoscopi i, en alguns casos, aquesta proporció va ser considerablement més gran. Va ser utilitzat per a una difusió a l'aire lliure de la BBC, per primera vegada, al Dia de l'Armistici de 1937, quan el públic en general podia veure en un televisor com el rei tenia una corona al Cenotafi. Aquesta era la primera vegada que qualsevol persona va poder veure emesa una escena de carrer en directe enregistrada des de les càmeres instal·lades al sostre dels edificis veïns.
D'altra banda, el 1934, Zworykin va compartir alguns drets de patent amb la companyia alemanya de llicències Telefunken. L'"iconoscopi d'imatge" ("Superikonoskop" a Alemanya) es va produir com a resultat d'aquesta col·laboració. Aquest tub és essencialment idèntic al super-Emitron, però el blanc està construït amb una prima capa de material aïllant col·locat sobre una base conductora i el mosaic de grànuls metàl·lics no existeix. La producció i la comercialització del super-emitron i l'iconoscopi d'imatge a Europa no es van veure afectades per la guerra de patents entre Zworykin i Farnsworth, ja que Dieckmann i Hell tenien prioritat a Alemanya per a la invenció del dissector d'imatges, havent presentat una sol·licitud de patent per a la seva Lichtelektrische Bildzerlegerröhre für Fernseher (Tub de dissecció fotoelèctrica per a televisió) a Alemanya el 1925, dos anys abans que Farnsworth fes el mateix als Estats Units.
L'iconoscopi d'imatge (Superikonoskop) es va convertir en l'estàndard industrial per a la radiodifusió pública a Europa des de 1936 fins a 1960, quan va ser substituït pels tubs de vidicó i plumbicó. De fet, va ser el representant de la tradició europea en tubs electrònics que van competir contra la tradició americana representada per l'orticó de la imatge. La companyia alemanya Heimann va produir el Superikonoskop per als Jocs Olímpics de Berlín de 1936 Més tard Heimann també el va produir i comercialitzar de 1940 a 1955, finalment, l'empresa holandesa Philips va produir i comercialitzar l'iconoscopi d'imatges i el multicó des de 1952 fins a 1958.

## Orticó i Emitró CPS
L'iconoscopi original era molt sorollós. Una solució òbvia consistia a escanejar el mosaic amb un feix d'electrons de baixa velocitat que produïa menys energia als voltants de la placa, de manera que cap electró secundari s'emetia en absolut. És a dir, es projecta una imatge en el mosaic fotoelèctric d'una placa d'emmagatzematge de càrrega, de manera que es produeixen i emmagatzemen càrregues positives a causa d'emissió de fotos i capacitats, respectivament. Aquestes càrregues emmagatzemades són donades suaument per un feix d'escaneig d'electrons de baixa velocitat, evitant l'emissió d'electrons secundaris. No tots els electrons en el feix d'escaneig poden ser absorbits en el mosaic, ja que les càrregues positives emmagatzemades són proporcionals a la intensitat integrada de la llum d'escena. Els electrons restants són desviats de nou a l'ànode, capturats per una graella especial, o desviats de nou en un multiplicador d'electrons.
Els tubs de raig d'escaneig de baixa velocitat tenen diversos avantatges; hi ha baixos nivells de senyals falses i d'alta eficiència de conversió de la llum en senyal, de manera que la sortida del senyal és la màxima. Tanmateix, també hi ha problemes greus, perquè el feix d'electrons "s'estén" i s'accelera en una direcció paral·lela a l'objectiu quan escaneja les vores i cantonades de la imatge, de manera que produeix electrons secundaris i obté una imatge que està ben enfocada el centre però borrós en les fronteres. Henroteau va ser un dels primers inventors a proposar el 1929 l'ús d'electrons de baixa velocitat per estabilitzar el potencial d'una placa d'emmagatzematge de càrrega, però Lubszynski i l'equip d'EMI van ser els primers enginyers a transmetre una imatge clara i ben centrada amb tals un tub. Una altra millora és l'ús d'una placa semitransparent d'emmagatzematge de càrrega. La imatge de l'escena es projecta a la part posterior de la placa, mentre que el feix d'electrons de baixa velocitat escaneja el mosaic fotoelèctric a la part frontal. Aquesta configuració permet l'ús d'un tub de càmera recte, perquè l'escena a transmetre, la placa d'emmagatzematge de càrrega i la pistola d'electrons es poden alinear un darrere l'altre.
El primer tub de raig d'escaneig a baixa velocitat totalment funcional, l'Emitró CPS, va ser inventat i demostrat per l'equip d'EMI sota la supervisió d'Isaac Shoenberg. El 1934, els enginyers de l'EMI Blumlein i McGee van presentar patents per a sistemes de transmissió televisiva on un plafó d'emmagatzematge de càrrega estava protegit per un parell de malles especials, una xarxa negativa (o lleugerament positiva) estava molt a prop de la placa i un positiu era situat més lluny. La velocitat i l'energia dels electrons en el feix d'escaneig es va reduir a zero pel camp elèctric de desacceleració generat per aquest parell de graelles, de manera que es va obtenir un tub de feix d'escombratge a baixa velocitat. L'equip d'EMI va continuar treballant en aquests dispositius, i Lubszynski va descobrir el 1936 que es podia produir una imatge clara si la trajectòria del feix d'escaneig de baixa velocitat era gairebé perpendicular (ortogonal) a la placa d'emmagatzematge de càrrega en un barri d'aquesta. El dispositiu resultant va ser anomenat Emitron estabilitzat potencialment del càtode, o CPS Emitron. La producció industrial i la comercialització de l'Emitró CPS va haver d'esperar fins al final de la segona guerra mundial.
A l'altre costat de l'oceà, l'equip de RCA liderat per Albert Rose va començar a treballar el 1937 amb un dispositiu de dispersió de baixa velocitat que van anomenar orticó. Iams i Rose van resoldre el problema de guiar el feix i mantenir-lo en focus mitjançant la instal·lació de plaques de desviament i bobines de desviament especialment dissenyades a prop de la placa d'emmagatzematge de càrrega per proporcionar un camp magnètic axial uniforme. L'orticó va ser el tub utilitzat en la demostració televisiva de la RCA a la Fira del Món de Nova York de 1939, el seu funcionament era similar al de l'iconoscopi de la imatge, però també era inestable davant de sobresalts de llum brillant, produint l'aparició d'una gran gota d'aigua que s'evapora lentament sobre una part de l'escena.

## Orticó d'imatge
L'orticó d'imatge, era freqüent en la radiodifusió americana des de 1946 fins a 1968. Una combinació del dissector d'imatges i les tecnologies d'orticó va reemplaçar l'iconoscopi als EUA, el que requeria una gran quantitat de llum per treballar adequadament.
El tub orticó es va desenvolupar a la Radio Corporation of America (RCA) per Albert Rose, Paul K. Weimer i Harold B. Law. Va representar un avanç considerable en el camp de la televisió, i després de més treballs de desenvolupament, la RCA va crear models originals entre 1939 i 1940. El Comitè d'Investigació de la Defensa Nacional va signar un contracte amb la RCA, on el NDRC va pagar el seu desenvolupament. Després del desenvolupament del tub orticó el 1943, la RCA va signar un contracte de producció amb la U.S. Navy, els primers tubs es van lliurar el gener de 1944. La RCA va començar la producció d'orticons d'imatge per a usos civils en el segon trimestre de 1946.
Mentre que l'iconoscopi i l'orticó intermedi usaven capacitats entre una multitud de col·lectors sensibles a la llum petits però discrets i una placa de senyal aïllada per llegir informació de vídeo, l'orticó d'imatge usava lectures de càrrega directa d'un col·lector de càrrega electrònica contínua. El senyal resultant va ser immune al senyal més estrany "interferència" d'altres parts de l'objectiu, i podria produir imatges extremadament detallades. Per exemple, la NASA encara estava utilitzant càmeres ortogràfiques d'imatge per capturar coets de Saturn prop de l'òrbita, encara que les xarxes de televisió havien eliminat les càmeres de forma gradual. Només podrien proporcionar detalls suficients.
Una càmera ortogràfica d'imatge pot fer fotos de televisió per llum de les espelmes a causa de la zona sensible a la llum més ordenada i la presència d'un multiplicador d'electrons a la base del tub, que funcionava com un amplificador d'alta eficiència. També té una corba logarítmica de sensibilitat de la llum similar a l'ull humà. No obstant això, tendeix a encendre's amb llum brillant, fent que es vegi un halo fosc al voltant de l'objecte; aquesta anomalia es coneix com a "flotant" en la indústria de la difusió quan els tubs d'orticó d'imatge estaven en funcionament. Els orticons d'imatge es van utilitzar extensivament en les primeres càmeres de televisió en color, on l'augment de la sensibilitat del tub era essencial per superar el sistema òptic molt ineficient de la càmera.
El tub d'orticó de la imatge va ser en un punt col·loquialment anomenat "Immy". Harry Lubcke, el llavors president de l'Acadèmia de les Arts i les Ciències de la Televisió, va decidir donar el nom del seu guardó després d'aquest sobrenom. Atès que l'estatueta era femenina, es va feminitzar en "Emmy".

## Vidicó
El vidicó és un tipus de tub de càmera utilitzat en la transmissió moderna de televisió. Aquest tub va ser patentat el 1950, ja que, respecta el seu antecessor, l'orticó, representava una major resolució, una mida més petita i unes millors característiques elèctriques.
La imatge es projecta sobre una placa fotoconductora, generalment una capa fina d'una substància com el tri-sulfat d'antimoni, que presenta una conductivitat elèctrica variable que augmenta amb l'exposició a la llum. Aquest material fotoconductor s'aplica sobre un elèctrode conductor transparent que actua com a placa de senyal i té càrrega positiva pel que fa a la font del feix d'electrons. Aquest feix, enfocat i desviat igual que en el cas de l'orticó d'imatge, diposita una quantitat suficient d'electrons sobre la placa per compensar la càrrega que ha perdut des de l'escombrat anterior. Aquesta càrrega és major en les zones il·luminades de la placa que en les fosques. El desplaçament de la càrrega al generador del senyal, que és igual a la càrrega dipositada pel fes, genera el senyal de vídeo a l'entrada de l'amplificador acoblat al tub.
El vidicó és un tub senzill i compacte d'alta sensibilitat. A causa del seu reduït diàmetre, d'uns 2,5 cm, i una longitud d'uns 15 cm, s'utilitza molt en televisió de circuit tancat. Aquest tipus de televisió s'utilitza sempre que no és necessària l'emissió a grans distàncies, per exemple, quan l'emissor i el receptor es troben en un mateix edifici o zona. En aquestes circumstàncies, la càmera pot alimentar directament a les pantalles pròximes a través de connexions per cable, sense la necessitat d'utilització dels potents sistemes d'emissió.
El plumbicó, variant del vidicó, presenta certes característiques com l'absència de retard (que origina l'aparença borrosa de les imatges en moviment a la pantalla) i la proporcionalitat entre el senyal de sortida i de la brillantor de la imatge, que el fan especialment adequat per a les càmeres de televisió en color.

### Plumbicó
Plumbicó és una marca comercial registrada de Philips per als seus vidicons d'objectiu d'òxid de plom (II) (PbO). S'utilitza amb freqüència en les aplicacions de la càmera de transmissió, aquests tubs tenen una baixa potència, però una alta relació senyal / soroll. Tenien una excel·lent resolució en comparació amb els orticons d'imatge, però no tenien les arestes artificialment fortes dels tubs d'orticó, cosa que va provocar que alguns dels espectadors observin que són més tous. CBS Labs va inventar els primers circuits de millora d'avantguarda borda per afinar les vores de les imatges generades per plumbicó.

### Saticó
Saticó és una marca registrada d'Hitachi també produïda per Thomson i Sony. Es va desenvolupar en un esforç conjunt de Hitachi i NHK Science & Technology Research Laboratories (NHK és The Japan Broadcasting Corporation). La seva superfície es compon de seleni amb traces d'arsènic i tel·luri (SeAsTe) per fer que el senyal sigui més estable. SAT en el nom deriva de (SeAsTe).

### Predisposició de la llum
Tots els tubs tipus vidicó, excepte el mateix vidicó, van poder utilitzar una tècnica de polarització lleugera per millorar la sensibilitat i el contrast. L'objectiu fotosensible d'aquests tubs va patir la limitació que el nivell de llum havia de pujar a un nivell determinat abans de produir cap sortida de vídeo. La polarització de la llum era un mètode amb el qual el blanc fotosensible es va il·luminar a partir d'una font de llum amb prou feines que no es va obtenir cap resultat apreciable, però tal que un lleuger augment del nivell de llum de l'escena va ser suficient per proporcionar sortida discernible. La llum prové d'un il·luminador muntat al voltant de l'objectiu, o en càmeres més professionals d'una font de llum a la base del tub i guiat per l'objectiu mitjançant canonades de llum. La tècnica no funcionaria amb el tub de vidicó de base, ja que va patir la limitació que, com que el blanc era fonamentalment un aïllant, el nivell constant de baixa llum construïa una càrrega que es manifestaria com una forma de "nebulització". Els altres tipus tenien objectius semiconductors que no tenien aquest problema.

## Càmeres de color
Les primeres càmeres de color utilitzen la tècnica òbvia d'utilitzar tubs d'imatge de color vermell, verd i blau separats, juntament amb un separador de color, una tècnica encara en ús amb càmeres d'estat sòlid de 3CCD. També es va poder construir una càmera de color que utilitzés un sol tub d'imatge. Una tècnica més comuna i una altra més senzilla des del punt de vista de la construcció del tub va ser superposar el blanc fotosensible amb un filtre a ratlles amb un patró fi de ratlles verticals de filtres verds, cian i clars (és a dir, verd, verd + blau i verd + blau + vermell) que es repeteix a través de l'objectiu. L'avantatge d'aquest arranjament era que per a pràcticament tots els colors, el nivell de vídeo del component verd sempre era inferior al cian i, de la mateixa manera, el cian sempre era inferior al blanc. D'aquesta manera, les imatges contribuents es podrien separar sense cap elèctrode de referència en el tub. Si els tres nivells eren els mateixos, llavors aquesta part de l'escena era verda. Aquest mètode va patir el desavantatge que els nivells de llum sota els tres filtres eren gairebé segurs de ser diferents, amb el filtre verd que passava no més d'un terç de la llum disponible.
Existeixen variacions d'aquest esquema, el principal és utilitzar dos filtres amb ratlles de color superposades de tal manera que els colors formen formes de pastilles orientades verticalment que superposen l'objectiu. Tanmateix, el mètode d'extracció del color és similar.

### Sistema de color seqüencial
Durant els anys 1930 i 1940, es van desenvolupar sistemes de color seqüencial de camps que utilitzaven discos de filtre de color sincronitzats amb motor a la imatge de la càmera i al receptor de televisió. Cada disc consistia en filtres de color transparent vermell, blau i verd. A la càmera, el disc estava en la ruta òptica, i al receptor, era davant del CRT. La rotació del disc se sincronitza amb l'escaneig vertical, de manera que cada escaneig vertical en seqüència era per a un color primari diferent. Aquest mètode permet que els tubs d'imatge en blanc i negre regulars i CRT generin i mostrin imatges en color. Un programa seqüencial de camps desenvolupat per Peter Goldmark per a CBS va ser demostrat a la premsa el 4 de setembre de 1940 i va ser mostrat per primera vegada al gran públic el 12 de gener de 1950. Guillermo González Camarena va desenvolupar de forma independent un sistema de disc de color seqüencial en el camp a Mèxic a principis dels anys quaranta, pel qual va sol·licitar una patent a Mèxic el 19 d'agost de 1940 i als EUA el 1941. González Camarena va produir el seu sistema de televisió en color en el seu laboratori Gon-Cam pel mercat mexicà i ho va exportar al Columbia College of Chicago, que ho va considerar com el millor sistema del món.